# ボディ・ヒート (クインシー・ジョーンズのアルバム)
| 専門評論家によるレビュー            | 専門評論家によるレビュー |
| レビュー・スコア                    | レビュー・スコア         |
| 出典                                | 評価                     |
| ----------------------------------- | ------------------------ |
| AllMusic                            | [ 1 ]                    |
| The Encyclopedia of Popular Music   | [ 2 ]                    |
| The Rolling Stone Jazz Record Guide | [ 3 ]                    |

『ボディ・ヒート』（Body Heat）は、クインシー・ジョーンズが1974年に発表したアルバム。 及び楽曲。

## 収録曲
1. ボディ・ヒート "Body Heat" (クインシー・ジョーンズ、レオン・ウェア、ブルース・フィッシャー、スタンリー・"スタン"・リチャードソン) – 3:58
2. ソウル・サーガ "Soul Saga" (Song of the Buffalo Soldier)" (レイ・ブラウン、クインシー・ジョーンズ、トム・バーラー、ジョセフ・グリーン) – 4:58
3. エヴリシング・マスト・チェンジ "Everything Must Change" (ベナード・イグナー) – 6:01
4. ブギー・ジョー・ザ・グラインダー "Boogie Joe the Grinder" (クインシー・ジョーンズ、デイヴ・グルーシン、トム・バーラー) – 3:09
5. エヴリシング・マスト・チェンジ   (リプライズ) "Everything Must Change (Reprise)" (ベナード・イグナー) – 1:01
6. ワン・トラック・マインド "One Track Mind" (クインシー・ジョーンズ、レオン・ウェア) – 6:14
7. ジャスト・ア・マン "Just a Man" (Valdy) – 3:31
8. アロング・ケイム・べティ "Along Came Betty" (ベニー・ゴルソン) – 4:47
9. イフ・アイ・エヴァー・ルーズ・ディス・へヴン "If I Ever Lose This Heaven" (リオン・ウェア, Pam Sawyer) 4:52

## 参加ミュージシャン
- クインシー・ジョーンズ - 指揮、編曲、ヴォーカル
- リオン・ウェア - ヴォーカル
- マーナ・マシューズ - ヴォーカル
- ブルース・フィッシャー - ヴォーカル
- ジョセフ・グリーン - ヴォーカル
- アル・ジャロウ - ヴォーカル
- キャサリン・ウィリス - ヴォーカル
- ベナード・イグナー - ヴォーカル
- ジェシー・カークランド - ヴォーカル
- ミニー・リパートン - ヴォーカル
- ジム・ギルストラップ - ヴォーカル
- トム・バーラー - ヴォーカル
- チャック・フィンドレー - トランペット
- クリフォード・ソロモン - トランペット
- フランク・ロソリーノ - トロンボーン
- デイヴィッド・T・ウォーカー - ギター
- エリック・ゲイル - ギター
- デニス・コフィー - ギター
- フィル・アップチャーチ - ギター
- アーサー・アダムス - ギター
- ワー・ワー・ワトソン - ギター
- ボブ・ジェームス - エレクトリックピアノ
- リチャード・ティー - エレクトリックピアノ
- デイヴ・グルーシン - エレクトリックピアノ、シンセサイザー、ドラムス、作曲
- ビリー・プレストン - オルガン
- ハービー・ハンコック - ピアノ、エレクトリックピアノ、シンセサイザー
- マルコム・セシル - シンセサイザー
- ラリー・ダン - シンセサイザー
- ロバート・マルグレフ - シンセサイザー
- マイク・メルボイン - シンセサイザー
- トミー・モーガン - ハーモニカ
- チャック・レイニー - ベース
- メルビン・ダンラップ - ベース
- マックス・ベネット - ベース
- ヒューバート・ロウズ -フルート
- ジェローム・リチャードソン - サックス
- ピート・クリストリーブ - サックス
- ボビー・ホール - パーカッション
- ポール・ハンフリー -ドラムス
- ジェームズ・ガドソン -ドラムス
- グラディ・テイト -ドラムス
- バーナード・パーディ -ドラムス